# Red Baron II
Red Baron II ist ein Flugsimulations-Computerspiel, das von Dynamix entwickelt wurde und 1997 von Sierra Online für Microsoft Windows veröffentlicht wurde. Es ist der direkte Nachfolger zu Red Baron. Namensgebend für die Flugkampfsimulation im Ersten Weltkrieg ist der Beiname Der Rote Baron von Manfred von Richthofen. 1998 veröffentlichte Dynamix einen Patch, der Unterstützung für 3D-Beschleuniger hinzufügte und veröffentlichte das Spiel als Red Baron 3D erneut. 2009 erschien es erneut GOG.com und 2016 bei Steam jeweils in der gepatchten Fassung von Red Baron 3D.

## Spielprinzip
Das Spiel simuliert 40 verschiedene Flugzeuge, von denen der Spieler 22 Jagdflugzeuge selbst steuern darf. Wichtige Bauteile der Flugzeuge können durch Verschleiß, Flugfehler oder Feindeinwirkung beschädigt werden und die Eigenschaften der Maschinen verändern. Simuliert werden Luftkämpfe mit einer realistischen Anzahl von Feinden, die unterschiedliche Persönlichkeiten und Verhaltensweisen haben. In einem Karrieremodus kann der Spieler nach erfolgreich absolvierten Missionen im Dienstgrad aufsteigen.

## Entwicklung
Die deutsche Fassung erschien etwas später und enthielt bereits einen Mehrspielermodus über das World Opponent Network. Für Red Baron 3D wurden Punktezähler und Bestenlisten hinzugefügt. Zudem wurden die Texturen auf 3D-Beschleunigerkarten abgestimmt und Details wie Bäume auf dem Boden dargestellt und die Explosionsringe verbessert. Das Cockpit lässt sich transparent ausblenden, sodass die Tragflächen nicht mehr die Sicht behindern.

## Rezeption
Harald Wagner von PC Games kritisierte, dass Red Baron II nicht zu den schönsten Genrevertretern gehöre, aber spielerisch anspruchsvoller sei als etwa die Dogfights in Wing Commander mit Lenkraketen. Für Sascha Gliss von Power Play überzeugen die Flugmodelle im realistischen Modus. Grafisch setze es Maßstäbe. Vor dem 3dfx-Patch sorge das Spiel in rechenintensiven Situationen für Ruckler. Spielatmosphäre und die komplexe simulierte Welt ließen jedoch darüber hinwegsehen. PC Player verlieh die Auszeichnung Gold Player. Martin Schnelle bemängelte die Fernsicht. Es sei die neue Referenz im Genre. Christian Müller von PC Action kritisierte, dass das Spiel trotz langer Entwicklungsphase nicht ausgereift wirke. Abgewertet wurde auch aufgrund der hohen Hardwareanforderungen trotz geringer Grafikleistung.